# Arboricornus aterrima
Arboricornus aterrima är en fjärilsart som beskrevs av W. Warren 1913. Arboricornus aterrima ingår i släktet Arboricornus och familjen nattflyn. Inga underarter finns listade i Catalogue of Life.